# Afroedura halli
Espèce
Synonymes
- Oedura halli Hewitt, 1935
- Afroedura karroica halli Hewitt, 1935

Afroedura halli est une espèce de geckos de la famille des Gekkonidae.

## Répartition
Cette espèce est endémique du Cap-Oriental en Afrique du Sud.

## Étymologie
Cette espèce est nommée en l'honneur de Charles Hall.

## Publication originale
- Hewitt, 1935 : Some new forms of batrachians and reptiles from South Africa. Records of the Albany Museum, vol. 4, p. 283-357.